# Kosztromán vára
Kosztromán vára (horvátul: Utvrda Kostroman), egykori várkastély Horvátországban, a Slavonski Šamac közelében fekvő Kruševica falu határában.

## Fekvése
Kosztromán várkastélya a Babina Gredáról Savonski Šamacra menő úthoz közel, a Dubočica-patak kanyarulatában állt. Ezt a helyet, mely Kruševica határához tartozik ma is Gradinának nevezik, mely általában várhelyet jelöl.

## Története
A régészeti kutatások alapján a várkastély elődje egy történelem előtti erődített hely volt, melyre a rómaiak castellumot építettek. Kosztromán a 13. században a johannita lovagrend birtoka volt, akik a római castellum alapjain felépítették várukat és mellette Szent Dénesnek szentelt templomukat. Az 1227-es kanonoki vizitáció alkalmával János püspököt a johanniták igen jó vendéglátásban és ajándékokban részesítették. Ez alkalommal leírja a várat is, mely szerint a Szávától északnyugatra található Kosztromán várkastélya, égetett téglákból építették fel, körbe vízzel volt övezve. Van egy láncos hídja is. Erős falakkal volt kerítve és volt két tornya is. A várudvar közepén volt egy mély kút, nagyon jó és hideg vízzel. A várkastély egyszintes volt. Az étkezde és a fegyvertár mellett, még húsz helyisége volt, a fegyvertárban elrendezve voltak a kardok, a kopják és a pajzsok. A tatárok 1241-ben a lovagokat leverve kifosztották és felégették. A tatárjárás után újjáépítették és 1250-ben Olivér szerémi püspök látta el pazar felszereléssel. Később a Garaiak birtoka volt. 1506-ban „Kozthormanzenthdyenes” néven említik. A várkastélyt 1536-ban harc nélkül adták fel, majd a törökök néhány évig katonaságot tartottak benne. Ezt követően az összes erődöt megsemmisítették a Száva folyó mentén.

## A vár mai állapota
A régi térképeket nézve úgy tűnik, hogy több részből, legalább három részből állt: a belső várból, a külső várból és a fellegvárból, amelyeket még árkok és falak erősítettek. Valószínűleg volt egy híd is az erőd körüli patak felett. Érdekes a patak északi oldalán látható téglalap alaprajzú építmény, amely egy római castellum maradványa lehet. Ma is látható az az árok, amely az erődöt a szárazföld többi részétől elválasztja, mely így vízivárrá válik. A régi térképek szerint a keleti oldalon kettős árok volt. A 18. század folyamán az erőd védelmi funkciókat már nem töltött be és lazaretként, illetve határmenti karanténként szolgált.